# Limnichites huronicus
Limnichites huronicus är en skalbaggsart som beskrevs av Thomas Casey 1912. Limnichites huronicus ingår i släktet Limnichites och familjen lerstrandbaggar. Inga underarter finns listade i Catalogue of Life.